# تشارلز سيموني
تشارلز سيموني (بالإنجليزية: Charles Simonyi)‏ (و. 1948 – م) هو رائد فضاء، وعالِم حاسب آلي، ومهندس، وعالم، ومبرمج من الولايات المتحدة الأمريكية، ولد في بودابست - المجر .
وهو عضو في الأكاديمية الهنغارية للعلوم، والأكاديمية الأمريكية للفنون والعلوم، والأكاديمية الوطنية للهندسة .

## حياته
غادر سيموني المجر في عام 1966 للعمل في شركة الحواسيب الدنماركية Regnecentralen، وتخرج من جامعة كاليفورنيا بيركلي وحصل على شهادة في الرياضيات الهندسية وحصل لاحقًا على درجة الدكتوراه في علوم الحاسب من جامعة ستانفورد، بعد العمل في مركز أبحاث Xerox Palo Alto (زيروكس بارك) - حيث أنشأ في ذلك المركز أول محرر نصوص وهو WYSIWYG (والاسم يرجع للعبارة "what you see is what you get" ما تراه هو ما تحصل عليه) ، وفي الفترة ما بين 1972 إلى 1980 انضم سيموني إلى شركة مايكروسوفت في عام 1981، وأثناء وجوده في مايكروسوفت، قاد تطويرالبرامج المستخدمة على نطاق واسع مايكروسوفت وورد ومايكروسوفت إكسل، وفي عام 2002 ترك شركة مايكروسوفت ليؤسس شركته الخاصة (Intentional Software)، وعاد في عام 2017 بعد بيع شركته لشركة مايكروسوفت.

## سفره للفضاء
في عام 2007 وبسعر 20 مليون دولار أصبح سيموني خامس مسافر يتم إرساله إلى الفضاء من قبل شركة السياحة الفضائية الأمريكية Space Adventures، بعد برنامج تدريبي لمدة ستة أشهر في مركز Yury Gagarin لتدريب رواد الفضاء في Star City في روسيا ، تم إنطلق سيموني إلى الفضاء من مركز بايكونور الفضائي في كازاخستان على متن مركبة سويوز TMA-10 في 7 أبريل 2007، مع اثنين من رواد الفضاء الروس هما قائد البعثة 15 فيودور يورتشيخين ومهندس الطيران أوليغ كوتوف، وفي 9 أبريل من نفس السنة وصل إلى محطة الفضاء الدولية (ISS) حيث أمضى 11 يومًا في إجراء التجارب العلمية والتواصل عبر راديو الهواة مع طلاب المدارس الثانوية. عاد إلى الأرض على متن مركبة سويوز TMA-9، وهبط في سهول كازاخستان في 21 أبريل.
في 26 مارس 2009، انطلق مع رائد الفضاء الروسي جينادي بادالكا ورائد الفضاء الأمريكي مايكل بارات على متن مركبة سويوز TMA-14، في رحلة ثانية إلى محطة الفضاء الدولية جعلت من سيموني أول سائح فضاء متكرر (أي ذهب إلى الفضاء أكثر من مره كسائح). عادوا إلى الأرض في 8 أبريل ، على متن مركبة سويوز TMA-13.

## ريادة الفضاء
سافر في المهمات الفضائية التالية كسائح (راجع مقالة سياحة فضائية) :
- Soyuz TMA-10
- سويوز تى ام ايه-13
- Soyuz TMA-9
- Soyuz TMA-14.

## التعليم
تعلم في جامعة ستانفورد، وجامعة كاليفورنيا، بركلي

## روابط خارجية
- تشارلز سيموني على موقع IMDb (الإنجليزية)
- تشارلز سيموني على موقع الموسوعة البريطانية (الإنجليزية)
- تشارلز سيموني على موقع إن إن دي بي (الإنجليزية)
- تشارلز سيموني على موقع قاعدة بيانات الفيلم (الإنجليزية)